# Johann Gottlieb Gottschalg
Johann Gottlieb Gottschalg (genaue Lebensdaten unbekannt) war ein sachsen-weimarischer Theologe und Historiker in Weimar, Teutleben sowie Großbrembach.
Gottschalg schrieb eine Geschichte des sachsen-weimarischen Fürstenhauses. Darin erwähnt er u. a. die Konfirmation von Carl August durch den Oberhofdiakon Johann Sebastian Gottschalg. Mit diesem Werk setzte er die chronikalische Überlieferung des sachsen-weimarischen Fürstenhauses von Gottfried Albin de Wette fort. Es ist nicht unwahrscheinlich, dass Gottschalg mit dem Hofdiakon und Oberkonsistorialrat Johann Sebastian Gottschalg verwandt gewesen war. Gottschalg war Kollaborator, welches ein kirchliches Amt mit katechetischem Schwerpunkt war. Unmittelbar vor dem Amtsantritt von Johann Gottfried Herder in Weimar hatte die Funktion des Kollaborators Johann August de Wette inne, der 1776 auf die Pfarrstelle nach Ulla bei Weimar versetzt wurde, dem Geburtsort seines Sohnes Wilhelm Martin Leberecht de Wette. Dessen Nachfolger wurde Johann Gottlieb Gottschalg, der dieses Amt bis zu seiner Berufung nach Teutleben in der Adjunktur Hardisleben 1782 innehatte. Als er seine Geschichte des Weimarer Fürstenhauses schrieb und diese dem Herzog Carl August widmete, bezeichnete er sich als Pastor in Großbrembach. Mit dem Erscheinungsjahr 1797 ist auch die letzte gesicherte Angabe zu seinem Wirken verbunden. Eine weitere Schrift erging 1790, die er zusammen mit Christian Wilhelm Oemler herausbrachte.

## Werke
- Johann Gottlieb Gottschalg: Geschichte des Herzoglichen Fürstenhauses Sachsen-Weimar und Eisenach, Severin, Weißenfels und Leipzig 1797, Digitalisat
- Johann Gottlieb Gottschalg; Christian Wilhelm Oemler: Erklärung der Haustafel in einigen Gesprächen und Unterredungen Mit einer Vorrede über die Vorsichtigkeit und Klugheit, die  Haustafel nach den Bedürfnissen unserer Zeit zu erklären, Severin, Weißenfels-Leipzig 1790, Digitalisat